# 천원칭
천원칭(중국어 간체자: 陈文清, 정체자: 陳文清, 병음: Chēn Wénqīng, 1960년 1월 ~ )은 중국의 정치인이다. 쓰촨성 런서우현에서 태어나 1983년 3월 중국공산당에 입당했다. 사우스웨스트정치법률대학(현 사우스웨스트정치법률대학) 법학과를 졸업했다. 중국공산당 제17기, 18기 중앙기율검사위원회 위원, 상임위원, 부서기, 제19기, 20기 중앙위원회 위원을 역임했다. 또한 쓰촨성 인민검찰원 수석검찰원, 중국공산당 푸젠성위원회 상무위원, 성 기율위원회 서기, 성 당위원회 부서기, 부주임 등을 역임했다. 중국공산당 중앙기율검사위원회 서기, 중화인민공화국 국가안전부 부장 겸 당위원회 서기. 현재 중국공산당 중앙정치국 위원 겸 중국공산당 중앙서기처 서기, 중국공산당 중앙정치법률위원회 서기이다.